# Noel Kaseke
Noel Kaseke (Bulawayo, 24 dicembre 1980) è un ex calciatore zimbabwese, di ruolo centrocampista.